# Martinus Hannibal Boldt
Martinus Hannibal Boldt, nascido em 14 de março 1800 em Slagelse, Dinamarca, sendo batizado no mesmo dia em Slagelse, filho de Christian Peter Von Boldt e de Elisabeth Catherine Boldt, foi um importante militar de alta patente escandinavo brasileiro, estabelecido no Maranhão 

## Biografia
Com apenas dezenove anos, imigrou ao Maranhão. Por força de decreto, em sete de fevereiro de mil oitocentos e vinte e cinco foi admitido na armada nacional e Imperial brasileira. Em mil oitocentos e vinte e seis participou como tenente na guerra da Cisplatina. Contraiu matrimônio aproximadamente em mil oitocentos e dezenove com Dona Anna Belfort Sabino de família nobre de origem irlandesa que chegou ao Brasil por intermédio do Príncipe Lancelot de Belfort. O Engenheiro Naval Hannibal Boldt Junior, Luís Boldt Elisabeth Boldt e dona Efigênia Boldt da Silva que mais tarde casaria com seu primo, João Frederico Hoyer, um comerciante de grande destaque, anteriormente casado com a cearense Dona Inocência do Espírito Santo Magalhães, neta de Antônio do Espírito Santo Magalhães, o qual foi tenente, capitão (nomeado em 3 de fevereiro de 1796 e sargento-mor Comandante do Corpo de Cavalaria de Ordenança de Brancos de Vila Viçosa, através da Carta Patente assinada por Dona Maria I, Rainha de Portugal, em 27 de agosto de 1797, e juramento prestado em 24 de fevereiro do ano seguinte). Homem importante, com autoridade de Viçosa até Crateús, com Inocência teve o filho João Magalhães Hoyer o qual se assentou no Rio de Janeiro, João Frederico se casou Segundamente com Dona Elisa Alzira de Aguiar Estrela da Silva o qual até onde se sabe não deixou descendência, de seu terceiro casamento com sua prima Efigênia, nasceram Martinus Boldt Hoyer e Clara Maria Hoyer. Martinus foi o primeiro membro da família Boldt Hoyer á chegar ao Maranhão, uma família com origem na realeza norueguesa, descendentes diversas vezes do Rei Haakon V da Noruega por meio da Casa De Rosensverd, portanto uma das poucas famílias a descender da Casa de Sverre. Esta família foi de grande importância para a econômia local de São Luís, principalmente pelo fato de o primo de Martinus, Martinus Hoyer haver fundado a partir da Praça Comercial, a associação comercial do Maranhão, por ser o fundador e idealizador do Banco hipotecário do Maranhão e a Companhia de Águas de São Luís, outro primo de Martinus Hannibal, Peter Martinus Rødberg Hoyer, foi um dos fundadores da loja maçônica "Humanidade Concórdia" no Maranhão. Durante os anos que se seguiram, Martinus Hannibal comandou diversas fragatas e escunas. Fora vítima de " enfermidades tropicais contraídas durante importantes missões amazônicas" , tendo falecido em São Luís em 22 de fevereiro de 1852.